# Припруття
Припру́ття — село в Україні, у Боянській сільській громаді Чернівецького району Чернівецької області.

## Історія
На австрійських картах кінця XVIII століття, коли Буковина увійшла до складу Австрії, зустрічаються різні варіанти назви села. 
На мапі фон Міґа 1773-1775 років село позначене як Bojan Lehestienij (буквально – Бояни-Легестєні або Бояни-Легестєни), а карті дистрикту Буковина 1773-1776 років як Lehetscheny – Легечени. Найбільш поширена  історична назва села румунською мовою  – Lehăcenii (Легечені), українською – Легучени.
Ім’я населеного пункту могло утворитися від особової назви "Легет" —  "Лєгєт(ишь)", що зафіксована наприкінці XV століття в одній із грамот молдовського воєводи Штефана Великого.
У період австрійського, а згодом і румунського правління поселення розвивалося у складі  громади Бояни. З приходом радянської влади стало самостійним поселенням зі своєю сільрадою.

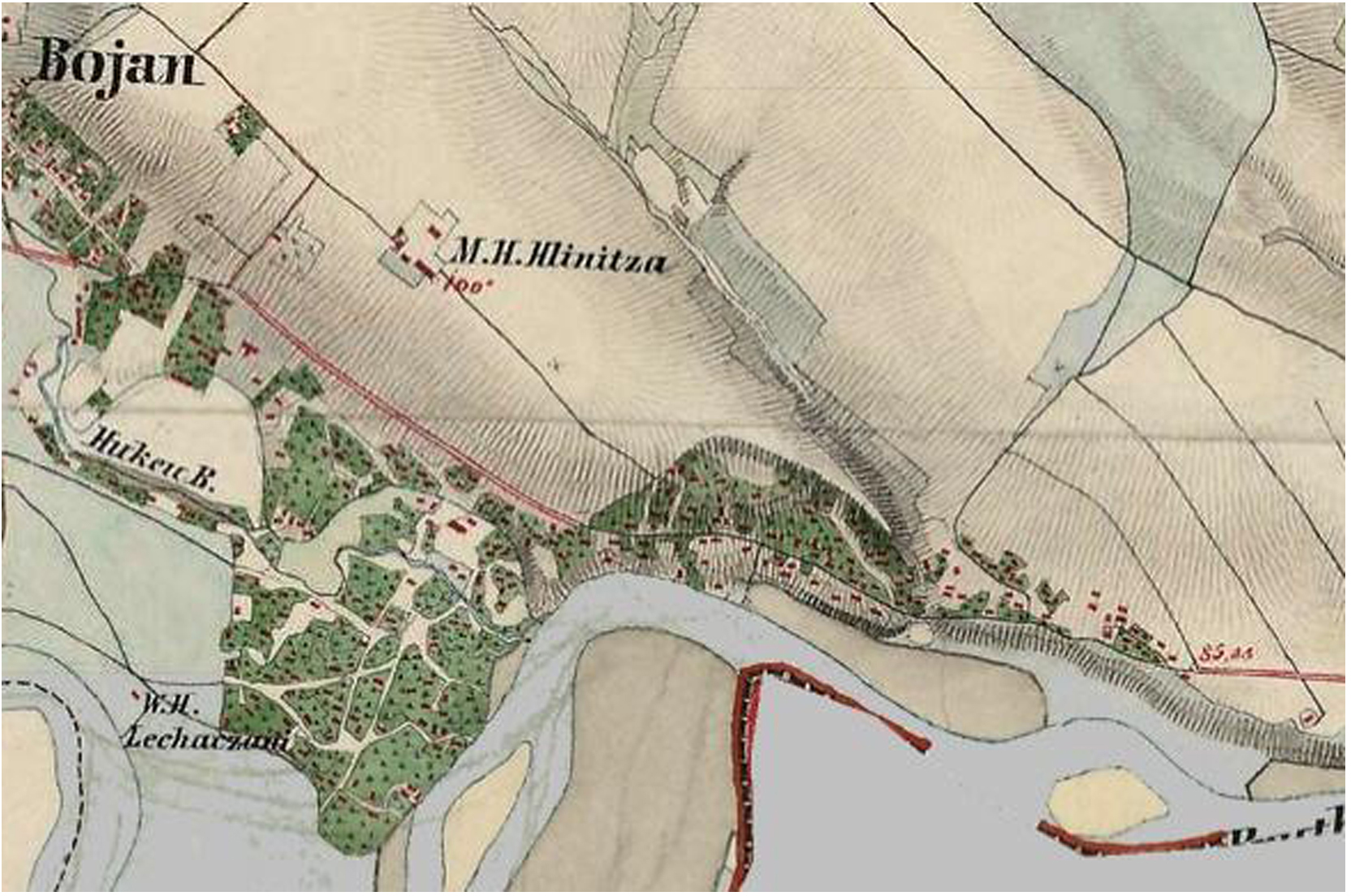
Припруття (Легучені) у складі торгового містечка Бояни на австрійській військовій мапі 1861-1864 років.

У 1946 році село Бояни-Легучини було перейменовано на Припруття. Як зазначається в указі президії Верховної Ради УРСР від 7.9.1946 року, з метою  збереження історичних найменувань та уточнення і впорядкування існуючих назв сільських Рад і населених пунктів Чернівецької області «село Бояни-Легучини іменувати село Припруття і Бояно-Легучинівську сільську Раду — Припрутянська». .
Також село Коту-Боян  було перейменовано на Боянівку, а   Коту-Боянську сільську Раду – на  Боянівську. Тепер село Боянівка перебуває у підпорядкуванні Припрутської сільської ради.

## Населення
У минулому Легучені, як і Бояни загалом, були значною мірою поліетнічним населеним пунктом, у якому безперечну перевагу мали румуни.  Під час переписів населення в австрійський і румунський періоди дані по Легученах враховувалися в загальних показниках по Боянах.
Пропонована нижче статистична вибірка вміщена помилково. Вона стосується близького за назвою сусіднього села Lehăcenii Tăutului – Зеленого Гаю, у якому домінували українці. Споріднена назва стала причиною суперечливого  трактування деяких історичних згадок і подій. 
Національний склад населення за даними перепису 1930 року у Румунії:
| Національність | Кількість осіб | Відсоток |
| -------------- | -------------- | -------- |
| українці       | 755            | 65,14 %  |
| румуни         | 201            | 17,34 %  |
| поляки         | 188            | 16,22 %  |
| євреї          | 10             | 0,86 %   |
| німці          | 4              | 0,35 %   |
| чехи, словаки  | 1              | 0,09 %   |

Мовний склад населення за даними перепису 1930 року:
| Мова       | Кількість осіб | Відсоток |
| ---------- | -------------- | -------- |
| українська | 851            | 73,43 %  |
| польська   | 179            | 15,44 %  |
| румунська  | 107            | 9,23 %   |
| німецька   | 11             | 0,95 %   |
| їдиш       | 8              | 0,69 %   |
| російська  | 3              | 0,26 %   |

### Мова
Розподіл населення за рідною мовою за даними перепису 2001 року:
| Мова       | Відсоток |
| ---------- | -------- |
| румунська  | 96,6%    |
| українська | 2,13%    |
| російська  | 1,22%    |